# Microrégion d'Alto Paraguai

Localisation de la microrégion d'Alto Paraguai

La microrégion d'Alto Paraguai est l'une des quatre microrégions qui subdivisent le centre-sud de l'État du Mato Grosso au Brésil.
Elle comporte 5 municipalités qui regroupaient 26 084 habitants en 2006 pour une superficie totale de 6 930 km².

## Municipalités[1]
- Alto Paraguai
- Arenápolis
- Nortelândia
- Nova Marilândia
- Santo Afonso